# صحن طائر

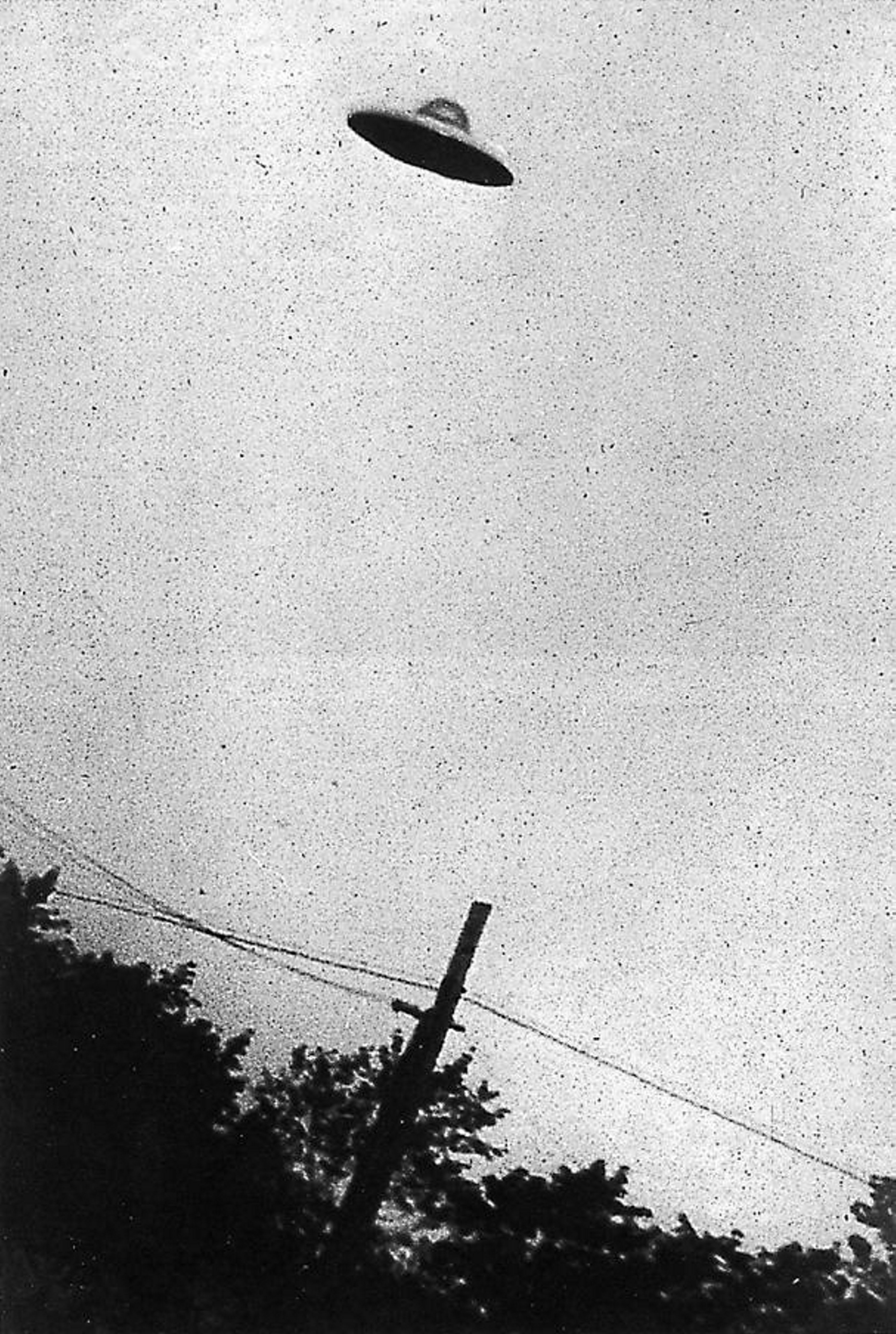
صحن طائر مزعوم شوهد فوق منطفة الباسك في نيو جيرسي في العام 1952.

الصحن الطائر أو الطبق الطائر (بالإنجليزية: Flying saucer)‏ (يشار إليه أيضًا باسم القرص الطائر (بالإنجليزية: Flying disc)‏)؛ مصطلح يوصف به نوع مفترض من الأجسام الطائرة التي على شكل صحن أو ذات قرص، وشيع استخدام المُصطلح بشكل عام للإشارة إلى أي جسم طائر غير مألوف. ظهر المصطلح في العام 1930، ثم في العام 1954، نُسخ بواسطة القوات الجوية الأمريكية بمصطلح الجِسْم الطائِر المَجهُول (بالإنجليزية: Unidentified flying object)‏ واختصارًا: (بالإنجليزية: UFO)‏. توصف الصحون الطائرة المجهولة - حسب الشهادات المُبكرة عنها - بأنها فضية أو معدنية، أحيانًا تكون مغطاة بأضواء الملاحة أو محاطة بضوء متوهج، تحوم أو تتحرك بسرعة، إما بمفردها أو في سرب مرافق من أجسام أخرى مماثلة، وتظهر قدرة عالية على المناورة.